# 奥地利民族主义
奥地利民族主义者认为，奧地利人属于独立民族，主张所有奥地利人的文化同一性。奥地利民族主义在出现之初强调天主教身份认同，是一种文化民族主义。因此，奥地利民族主义者一直反对由新教徒主导的普魯士对德语地区的统一进程，他们认为，奥地利民族主义的天主教核心面临着普鲁士的新教核心的威胁。
拿破崙戰爭时期，奥地利民族主义初次抬头，霍腾堡男爵约瑟夫·霍迈尔（Joseph Hormayr，Baron zu Hortenburg）是当时的一位奥地利民族主义政治名人。1930年代，恩格爾伯特·陶爾斐斯以及库尔特·舒施尼格的祖國陣線政府也秉承了奥地利民族主义要义，拒绝接受泛日耳曼主義，拒绝让新教国家德国兼并奥地利，但这个政府并不完全否决与德国联合的可能性，声称若德国自己建立联邦制，再让奥地利以及奥地利人在“日耳曼文化国家”（Kulturnation）中享有独立特权，那么奥地利才有可能与德国合二为一。第二次世界大战以及纳粹时代过后，奥地利人开始摒弃德意志身份认同，取而代之的是更为宽泛的奥地利身份认同  。第二次世界大战之后，甚至有奥地利人自称奥地利是“希特勒的第一个受害者”。
后二战时期，奥地利民族主义倡导者们不仅拒绝接受德意志民族身份，甚至还强调奥地利人口中留存的其他文化特征，包括凯尔特人文化、伊利里亚人文化、古罗马文化以及斯拉夫人文化。奥地利民族主义者主张，奥地利是有据可考的第一处凯尔特文明（哈尔施塔特文化）的所在地，因此现代奥地利人拥有凯尔特文化特征。同时期的奥地利人也因奥地利藏有大量凯尔特物质遗产以及本民族的凯尔特文化传承而甚是自豪。
但奥地利民族主义在奥地利国内并不被所有人接受，与之对抗的另一股势力是奧地利的德意志民族主義。奥匈帝国在第一次世界大战中失利后，第三股力量，也就是巴伐利亞民族主義出现了。巴伐利亚民族主义者反对奥地利第一共和国，要求让奥地利并入巴伐利亚。此时的巴伐利亚政府十分希望将奥地利的北蒂羅爾和上奧地利州纳入自身领土。由于北蒂罗尔地区的大量人口在一战后表明了加入巴伐利亚的意愿，这个问题令奥地利政府十分为难。

## 历史
拿破仑战争令神圣罗马帝国最终崩盘，19世纪的德意志民族主义力量也在拿破仑战争的背景下开始了对独立的德意志民族国家的追求。
德意志邦聯（1815-1866年间存在的德意志邦国联盟）范围内，德意志民族主义发展速度飞快，1866年，两个最强大的德意志人国家，奥地利和普鲁士之间的长期积怨终于演变为战争，也就是历史上所讲的普奥战争（又名‘七周战争’，在德国名为‘德意志战争’Deutscher Krieg）。奥地利人虽然倾向于建立统一的大德意志民族国家，但又不愿交出任何原本属于奧地利帝國的非德语区领土，更不想成为普鲁士统治下的万年老二。“小德意志”地区基本就等于普魯士王國，普鲁士人想要通过军力将小德意志扩张为大德意志，但这其中并不包括奥地利。在普奥战争的最后战役（克尼格雷茨战役）中，普军击败奥军，建立北德意志邦聯（1867-1871）。1871年，德意志统一，以普鲁士为首的诸邦国联合为德意志帝國，但這其中没有奥地利。尽管如此，将奥地利纳入德意志帝国依然是德奥两国人口中的一大呼声，自由派、社会民主主义者以及在新教占主导的德国境内成为少数群体的天主教徒是统一派的主力。 
基督教社会党主张奥地利民族主义，不会接受将所有德意志人团结进一个国家的理想。基督教社会党认为，奥地利人主要信仰天主教，普鲁士人主要信仰新教，这就成为了两个群体不可能合二为一的宗教前提。第一次世界大战结束后，德意志-奧地利共和國作为奥匈帝国的残存国家继续存在，此时，更多的奥地利人开始想让国家并入德国。在战间期，超过90%的奥地利人是天主教徒。
1932年，恩格爾伯特·陶爾斐斯在奥地利掌权，祖国阵线同时成立，陶尔斐斯政府鼓吹奥地利民族主义，声称奥地利作为天主教国家，绝不会加入新教国家德国，更不可能接纳由纳粹这些“异教徒”所统治的纳粹德国。陶尔斐斯承认奥地利人属于德意志人，但不接受天主教奥地利人成为新教国家德国的臣民，主张奥地利人开启民族复兴事业，牢记曾是神圣罗马帝国（国民以德意志人为主体）的主导的哈布斯堡王朝的光荣历史，在奥地利恢复元气之后，陶尔斐斯政府計劃建立联邦体制，承认德国的“文化国家”地位，但同时，奥地利在这个联邦体制内享有特权，奥地利人也将作为独立民族在德意志文化国家中继续存在。
恩格爾伯特·陶爾斐斯/库尔特·舒施尼格政府不否认奥地利人是德意志人，但反对将国家并入德国，特别是不能并入纳粹德国。1938年初开展的一项独立调查表明，当时，有60%的奥地利人支持与德国联合，另外40%的人反对。1938年3月，德军进入奥地利，纳粹强迫奥地利人参与公决，这次，迫于纳粹淫威，99%的参与了公决的奥地利人（其中不包括非雅利安人）支持奥地利加入德国。奥地利德意志人后来对德奧合併大为欢迎。争议最大之处在于，奥地利天主教信仰、奥地利民族身份认同以及法西斯主义之间互相矛盾。纳粹德国灭亡，第二次世界大战结束后，奥地利人中的民族身份认同更为明确，与20世纪早期不同，在1987年，只有6%的奥地利人自认为是“德意志人”。2008年，超过90%的奥地利人认为奥地利是独立民族。